# Joseph Geyser
Gerhard Joseph Anton Maria Geyser (* 16. März 1869 in Erkelenz; † 11. April 1948 in Siegsdorf) war ein deutscher Philosoph.

## Leben
Geyser war das älteste von vier Kindern des Gymnasialoberlehrers Carl Geyser (1838–1904) und seiner Ehefrau Franziska Winter (1836–1923). Er war verheiratet mit Elisabeth Becker (1874–1942), Tochter des Malers und Kupferstechers Carl Leonhard Becker und der Franziska Berke. Seine Tochter war die Bundesrichterin Maria Elisabeth Geyser.
Geyser habilitierte sich 1898 in Bonn für Philosophie. 1904 wurde er a. o. Professor in Münster, 1911 Ordinarius in Münster, 1917 in Freiburg. Von 1924 bis 1935 lehrte Geyser als Professor an der Ludwig-Maximilians-Universität München.
Geyser war ein Vertreter der Philosophia perennis. Er stand in besonderem geistigen Austausch mit dem Philosophen Nicolai Hartmann. Seine internationale Wertschätzung belegt die Festgabe zu seinem sechzigsten Geburtstag, „Philosophia Perennis“ (2 Bände, 1930), die 68 Beiträge von Gelehrten des In- und Auslandes enthält. Seine Werke enthalten eine scharfsinnige Auseinandersetzung mit der neukantisch-idealistischen Philosophie und der Phänomenologie Edmund Husserls. Über die metaphysische Gotteserkenntnis setzte sich Geyser mit Max Scheler auseinander. „Wie wenigen Philosophen der Gegenwart war es ihm möglich, ein folgerichtig durchdachtes Weltbild zu entwickeln.“ (Fritz-Joachim von Rintelen, vgl. Literatur)
Geyser galt als „der bedeutendste Repräsentant der fortschrittlichen Richtung der Neuscholastik in Deutschland“. Johannes Hessen schrieb: „Im Vorwort zu seiner Psychologie bezeichnet er als sein Programm die Verschmelzung der aristotelischen Grundbegriffe mit den Resultaten der modernen empirischen Forschung. Am besten dürfte ihn dies gelungen sein in seinen Grundlagen der Logik und Erkenntnislehre. Man braucht dieses Buch nur in die Hand zu nehmen, um zu erkennen, dass es sich hier nicht um eine bloße Wiederholung scholastischer Gedankengänge, sondern um eigene gründliche Forschungen handelt, die dann freilich in ihren letzten Ergebnissen mit den aristotelisch-thomistischen Grundanschauungen zusammentreffen. Dass Geyser dabei auch bereit ist, wesentliche Lehrstücke der Scholastik preiszugeben oder doch gänzlich umzugestalten, zeigt er namentlich in seiner Allgemeinen Philosophie des Seins und der Natur, wo er den scholastischen Substanzbegriff durch einen neuen und besseren zu ersetzen sucht. Dass er mit seinen Bestrebungen bei der konservativen Richtung nicht immer Anklang findet, dessen ist sich Geyser wohl bewusst. Aber er bittet diese Neuscholastiker, ‚neben dem Kult der Tradition doch auch dem wissenschaftlichen Weiterarbeiten an den Problemen ein Plätzchen zu gönnen, eingedenk des Umstandes, dass, wenn auch die Wahrheit selbst nur eine sein kann, dennoch ihre Erkenntnis stets mehr oder weniger historisch bedingt bleibt und darum für immer sowohl extensiv als intensiv der Vervollkommnung fähig und bedürftig ist‘.“

## Schüler
- Nikolaus Ehlen (1886–1965), Pädagoge und Pionier des Selbsthilfe-Siedlungsbaus
- Franz Rüsche (1888–1971), Professor an der Philosophisch-Theologischen Akademie Paderborn
- Albert Grote (1898–1983), Mediziner und Philosoph
- Johannes Hirschberger (1900–1990), Philosophiehistoriker und Philosoph
- Johann Auer (1910–1989), Theologe, der 1936 mit seiner philosophischen Dissertation bei Geyser, „Die menschliche Willensfreiheit im Lehrsystem des Thomas von Aquin und Johannes Duns Scotus“, wegen des bedeutenden Themas und der exzellenten Methodik großes Aufsehen erregte. Joseph Ratzinger war 1975 Herausgeber der Festschrift „Mysterium der Gnade“ für Johann Auer.
- Paul Wilpert (1906–1967), Philosophiehistoriker, Übersetzer des Nikolaus von Kues

## Werke (Auswahl)
- Grundlegung der empirischen Psychologie. Hanstein, Bonn 1902
- Naturerkenntnis und Kausalerkenntnis. 1906
- Lehrbuch der Philosophie. 1908
- Grundlagen der Logik und der Erkenntnislehre. Eine Untersuchung der Formen und Prinzipien objektiv wahrer Erkenntnis. Schöningh Verlag, Münster in Westfalen 1909
- Die Seele. Ihr Verhältnis zum Bewusstsein und zum Leibe. Leipzig 1914
- Allgemeine Philosophie des Seins und der Natur. 1915
- Neue und alte Wege der Philosophie. Eine Erörterung der Grundlagen der Erkenntnis im Hinblick auf Edmund Husserls Versuch ihrer Neubegründung. Schöningh Verlag, Münster in Westfalen 1916
- Die Erkenntnistheorie des Aristoteles. 1917
- Über Wahrheit und Evidenz. Herdersche Verlagshandlung, Freiburg im Breisgau 1918
- Grundlegung der der Logik und Erkenntnistheorie. 1919
- Erkenntnistheorie. Schöningh Verlag, Münster 1922
- Einige Hauptprobleme der Metaphysik. Mit besonderer Bezugnahme auf die Kritik Kants. Herder Verlag, Freiburg im Breisgau 1923
- Augustin und die phänomenologische Religionsphilosophie der Gegenwart. 1923
- Max Schelers Phänomenologie der Religion. Herder Verlag, Freiburg im Breisgau 1924
- Auf dem Kampffelde der Logik. Logisch-erkenntnistheoretische Untersuchungen. Freiburg im Breisgau 1926
- Das Prinzip vom zureichenden Grunde. 1930
- Das Gesetz der Ursache. 1933
- Das philosophische System von Joseph Geyser. Eigene Gesamtdarstellung. (= Deutsche systematische Philosophie nach ihren Gestalten). Sonderausgabe aus Band 2. Junker und Dünnhaupt, Berlin 1934

## Nachlass
Geysers wissenschaftlicher Nachlass befindet sich durch Schenkung seiner Tochter Zita Dimpfl in der Universitätsbibliothek Freiburg.